# Barringtonia fusiformis
Barringtonia fusiformis är en tvåhjärtbladig växtart som beskrevs av George King. Barringtonia fusiformis ingår i släktet Barringtonia och familjen Lecythidaceae. Inga underarter finns listade i Catalogue of Life.